# Интернациональное (Кабардино-Балкария)
Интернациона́льное — село в Терском районе республики Кабардино-Балкария.
Образует муниципальное образование сельское поселение Интернациональное как единственный населённый пункт в его составе.

## География
Селение расположено в юго-западной части Терского района, на правом берегу реки Терек. Находится в 0,3 км к западу от районного центра Терек и в 53 км к востоку от города Нальчик.
Площадь территории сельского поселения составляет — 16,05 км2. Большую часть муниципального образования занимают сельскохозяйственные угодья.
Граничит с землями населённых пунктов: Терек на востоке и Александровская на западе.
Вдоль северной окраины села проходит дорога «Р290». Ближайшая железнодорожная станция Муртазово находится в 2 км к востоку от села.
Населённый пункт расположен на наклонной Кабардинской равнине, в переходной от предгорной в равнинную зоне республики. Средние высоты на территории муниципального образования составляют 265 метров над уровнем моря. Рельеф местности представляют собой в основном волнистую наклонную равнину. К западу от села вдоль долины реки Терек тянутся бугристые возвышенности.
Гидрографическая сеть представлена рекой Терек. Долина реки занята густыми приречными лесами. Местность высоко обеспечена пресной водой с родниковыми источниками.
Климат влажный умеренный с тёплым летом и прохладной зимой. Среднегодовая температура воздуха составляет около +10,5°С, и колеблется от средних +22,5°С в июле, до средних -2,0°С в январе. Среднесуточная температура воздуха колеблется от −5°С до +10°С зимой, и от +16°С до +30°С летом. Минимальные температуры зимой крайне редко отпускаются ниже -12°С, летом максимальные температуры достигают +35°С. Среднегодовое количество осадков составляет около 650 мм. Основная часть осадков выпадает в период с апреля по июнь. Основные ветры — восточные и северо-западные.

## История
Селение образовано в 1962 году на базе откормочного совхоза «Терский».
Первоначально населённый пункт поодчинялся Терскому городскому совету. В 1990 году в селе образован отдельный сельсовет.
Ныне село фактически является частью города Терек.

## Население
| 2002 | 2010 | 2012 | 2013 | 2014 | 2015 | 2016 |
| ---- | ---- | ---- | ---- | ---- | ---- | ---- |
| 442  | ↗466 | ↘451 | ↘439 | ↘406 | ↘371 | ↘345 |
| 2017 | 2018 | 2019 | 2020 | 2021 | 2023 | 2024 |
| ↘315 | ↘302 | ↗305 | ↗322 | ↗449 | ↗457 | ↗464 |
| 2025 |      |      |      |      |      |      |
| ↘460 |      |      |      |      |      |      |

Плотность — 28.66 чел./км2.
Национальный состав
По данным Всероссийской переписи населения 2010 года:
| Народ      | Численность, чел. | Доля от всего населения, % |
| ---------- | ----------------- | -------------------------- |
| кабардинцы | 344               | 73,8 %                     |
| русские    | 94                | 20,2 %                     |
| осетины    | 11                | 2,4 %                      |
| татары     | 8                 | 1,7 %                      |
| немцы      | 5                 | 1,0 %                      |
| другие     | 4                 | 0,9 %                      |
| всего      | 466               | 100 %                      |

По данным Всероссийской переписи населения 2021 года:
| Народ               | Численность, чел. | Доля от всего населения, % |
| ------------------- | ----------------- | -------------------------- |
| кабардинцы          | 376               | 83,75 %                    |
| русские             | 57                | 12,69 %                    |
| другие / не указано | 16                | 3,56 %                     |
| всего               | 449               | 100,0 %                    |

Поло-возрастной состав
По данным Всероссийской переписи населения 2010 года:
| Возраст     | Мужчины, чел. | Женщины, чел. | Общая численность, чел. | Доля от всего населения, % |
| ----------- | ------------- | ------------- | ----------------------- | -------------------------- |
| 0 — 14 лет  | 47            | 37            | 84                      | 18,0 %                     |
| 15 — 59 лет | 143           | 188           | 331                     | 71,1 %                     |
| от 60 лет   | 19            | 32            | 51                      | 10,9 %                     |
| Всего       | 209           | 257           | 466                     | 100,0 %                    |

Мужчины — 209 чел. (44,8 %). Женщины — 257 чел. (55,2 %).
Средний возраст населения — 33,3 лет. Медианный возраст населения — 31,0 лет.
Средний возраст мужчин — 30,3 лет. Медианный возраст мужчин — 29,8 лет.
Средний возраст женщин — 35,7 лет. Медианный возраст женщин — 31,9 лет.

## Местное самоуправление
Структуру органов местного самоуправления сельского поселения составляют:
- Глава сельского поселения — Ханиев Владимир Петрович.
- Администрация сельского поселения Интернациональное — состоит из 3 человек.
- Совет местного самоуправления сельского поселения Интернациональное — состоит из 5 депутатов.

Адрес администрации сельского поселения — село Интернациональное, ул. Парковая, №1.

## Инфраструктура
В селе из-за близости города Терек и малочисленности населения, отсутствуют основные объекты социальной инфраструктуры.

## Экономика
Основную роль в экономике сельского поселения играет совхоз «Терский». К северу от села расположен один из крупнейших тепличных хозяйств республики.

## Улицы
| Парковая |

| Пшигошева |